# Ellipteroides atropolitus
Ellipteroides atropolitus är en tvåvingeart som först beskrevs av Alexander 1937.  Ellipteroides atropolitus ingår i släktet Ellipteroides och familjen småharkrankar. Inga underarter finns listade i Catalogue of Life.